# Функционални стилови српског књижевног језика
Функционални стилови српског књижевног језика су различити начини употребе језика којим се она остварује у различитим околностима  и са различитом наменом. Они су једна од облика нормирање свих језика, укључујући и српски језик.  Функционални стилови су заправо „типичне употребе језика у типичним ситуацијама”, јер се језик у србистици од друге половине 20. века почео посматрати пре свега с обзиром на функције које врши у језичкој или друштвеној заједници. Међуоднос српског књижевног језика и језика српске књижевности нужно је започет ставовима Вука Стефановића Караџића, током читавог периода његове борбе за превођење српског народног у српски књижевни језик. У овом контексту језик књижевности изгубио је статус синонима књижевног језика, и постао само један од функционалних стилова.

## Теоријска разматрања класификације функционалних стилова
Свака комуникација међу људима одвија се између онога ко шаље поруку (говорника) и онога који прима поруку. На основу тога да се језик којим говоримо мења се у зависности од тога ко говори коме, коме говори и која је тема разговора, односно језик се мења у зависности од функције у којој се користи — функционално се раслојава. Тим процесом стандардни језик условљен је говорним ситуацијама у којима говорно лице (усмено или писмено) општи са присутним или с претпостављеним лицем (слушаоцем или читаоцем). Раслојавање се врши према намени поруке (функцији коју језик врши у процесу комуникације и избору изражајних средстава). Тако су настали функционални стилови језика, а са њима и посебна наука која се бави функционалним стиловима — Функционална стилистика.

### Подела функционалних стилова
Почетком друге половине 20. века у србистици заживеле су идеје Прашке лингвистичке школе о функционалностилској раслојености књижевног језика, тако да се језик све више почео посматрати с обзиром на функције које врши у језичкој или друштвеној заједници.
| „ | Тако је и начело „Пиши онако како добри писци пишу” изгубило своју вредност, а језик књижевности престао бити узор нормативном књижевном језику. Уместо језиком књижевности, по мишљењу М. Ивића, норма „језичке данашњице мора бити представљана оним што је најмање специфично, а највише просечно, стандардно”. | ” |

У том смислу у српској литератури данас се могу наћи предлози следећих класификације функционалних стилова, или раслојавања српског књижевног језика: 
Прва класификација
По Радовановићу (1986), функционално раслојавање језика повезано са доменом, ситуацијом и тематиком саопштавања одређују главне врсте стилова:
- Професионалне (дисциплинарне)
- Ситуационе
- Тематске.[1]

Друга класификација
По Ранку Бугарском (2003), Функционални стилови се дела у зависности од:
- Појединих домена употребе језика
- Односа међу саговорницима
- Медијума језичког израза — говора или писања.[1]

Трећа класификација
Ова класификација је данас највише прихваћена, а разрадио је Тошовић (1988—2004). По њему се функционалним раслојавање језика стварају следећи стилови:
- научни,
- књижевноуметнички,
- публицистички (новинарски),
- административни и
- разговорни стил.[1]

## Функционални стилови српског књижевног језика

### Научни стил
Научним стилом пишу се дела из различитих научних области, уџбеници, есеји, студије итд. Одликују га примена стручних израза (нпр едем уместо оток) и минимално коришћење стилски обликованих реченица.
| Примери функционалних стилова. |
| Научни стил У историјском развоју друштва уочавају се већи временски периоди којима је заједничко одређено друштвено уређење. Водеће друштвено уређење периода који се у историји назива стари век било је робовласничко друштво које је подразумевало раслојеност становништва на две чврсто одељене групе, односно на робовласнике и робове. У феудалном друштвеном уређењу, које је настало након старог века, расподела друштвених добара је таква да феудалац поседује апсолутно власништво над средствима за производњу, а да су они који раде на феудалчевом имању људи који производе за власника, потчињени његовим економским нормама, законима и захтевима скоро у свакој области живота.  |
| Књижевноуметнички стил . Ја врло жалим Тису што је била планинска река и после отишла из планина. Она се код Сланкамена улива у Дунав, и то је крај, Дунав је прогута као ништа, нема више онда Тисе која извире у шумама испод Карпата, баш испод планине која се зове Черна гора. Када се увече шетам поред ове мирне реке чују се разноразни звукови. Шумови су чудесни и разноврсни. Зујање и цилик инсеката који болест сеју, дуги меланхолични крици барских птица, пуцкетање отровних мехура на устајалој води и мртви ропац Тисиних тромих таласа који муљаву обалу полако једу. Од Тисе сам научио да не будем усплахирен, да немам ону узаврелу, плаху амбицију која једнако мери и рачуна. |
| Публицистички (новинарски) стил Царинарница Шапца која обухвата испоставе Сремска Митровица, Рача, Бадовинци, Трбушница, Лозница, Љубовија, Ваљево и Шабац јуче је званично почела да ради. У току је комплетирање стручних служби. Служба царине у Шапцу имаће две стотине запослених, од чега ће њих 25 радити у дирекцији смештеној у самом граду Шапцу. Очекује се знатно бржи проток роба, свих врста царињења, као и свих провера робе која захтева хемијску анализу приликом увоза у нашу земљу. |
| Административни стил На основу Одлуке Управног одбора Железничке стамбене задруге „15. април”, Београд, расписује се конкурс за избор и именовање директора задруге. Услови: да има високу стручну спрему; да није извршио кривична дела; да има минимум десет година радног искуства. Документа за пријаву на конкурс треба послати на адресу предузећа, најкасније до 20. јун 2017. |
| Разговорни стил Е, јуче сам био у Београду, па сам свратио и до биоскопа! Стварно?! Баш супер. Шта си гледао? Ма гледао сам Терминатора, тројку. Филм је страва! Јој, екстра, једва чекам да га и ја видим. Нећеш се покајати, веруј ми. ОК, идем сада…журим на час, знаш да онај из српског мрзи када неко уђе после њега. Ма знам, човек је смор… хајде, пали! |

Главне одлике научног стила су:
- обавезна употреба стандардног језика;
- употреба речи у правом значењу;
- употреба тачних, утврђених ознака, термина;
- уопштавање, студија, расправа;
- логичност, концизност и систематичност у излагању;
- употреба фуснота — напомена испод текста;
- јасноћа, одмереност и прецизност;
- изношење чињеница, података, табела.
- лишен субјективности, емоционалности и експресивности.

Једна од најбитнијих одлика научних текстова је употреба речи у основном, а не у пренесеном значењу. Тежи се што прецизнијем значењу речи — реч треба да одреди неку ствар што прецизније могуће, јер је текст намењен стручњацима који се користе одређеним терминима. Не могу различити аутори користити различите термине. То би „направило пометњу” у научном свету. Како се може десити да двојица научника користе исти термин за различите ствари, или да различите ствари зову различитим именом, научници теже што већој прецизности и зато употребљавају термине.
И када је један текст намењен ученицима, како је прецизност битна јер онај који нешто учи требало би да градиво савлада што тачније и јасније, пожељно је користити научни стил.

### Књижевноуметнички стил
Књижевним или литералним стилом пишу се књижевна дела (лирске песме, епске народне песме, приповетке, романи, бајке итд.). Он се испољава у делима лепе књижевности у којима је препознатљив по субјективности, оригиналности и стилским фигурама (метафорама, епитетима...). У последње време често се налази и у новинама.
Одлике књижевноуметничког стила су:
- обавезна употреба стандардног језика;
- пренесена значења;
- сликовитост, емоционалност, фигуративност, ритмичност, пуноћа језика;
- недостатак објективности.

Субјективност у књижевноуметничком стилу јако је изражена јер писац нуди свој поглед на свет и своје схватање света који га окружује. Користећи овај стил он није дужан да се држи „устаљених истина” и може да обликује свет како је „њему воља” (нпр бајке, фантастична књижевност). Из тог разлога објективност није одлика овог функционалног стила.

### Публицистички (новинарски) стил
Новинарским стилом пишу се вести, интервјуи, репортаже, коментари и слично објављене у штампаним и другим медијима. Овим стилом пишу се текстови, које одликује тачно изношење чињеница.
Одлике новинарског стила су:
- обавезна употреба стандардног језика;
- језгровитост и сажетост у казивању;
- истицање јавне поруке, обавештења;
- мешање елемената других стилова;
- масовност комуницирања.

Објективност новинарског стила зависи од врсте текста и вести коју он преноси. Користећи овај стил новинар мора да тежи тачности и објективности (нпр. најновије вести морају бити пренете верно и истинито). У том смислу новинар који пише вест (нпр о догађајима у земљи и свету) мора да тежи томе да буде објективан и да у текст не уноси своје личне ставове.
Са друге стране, новинарска репортажа је субјективнији жанр и она дозвољава уплив веровања и мишљења које поседује новинар.

### Административни стил
Административним или бирократским стилом пишу се молбе, жалбе, тужбе, записници, закони, извештаји, дописи, обрасци, рачуни, али и писања о истој теми која се понављају. Одликује га шаблонско писање (нпр. у формалним члановима различитих закона се разликују само неке речи) и потпуно избегавање двосмислених и стилски обликованих речи и израза.
Одлике административног стила су:
- обавезна употреба стандардног језика;
- прецизност, јасност, безличност;
- објективност;
- устаљене форме;
- званичност у обраћању;
- употреба стручних термина.

Често се у административном стилу комуникација одвија између институције (државе, општине) и појединца. Административни стил је формалан — у њему се морају поштовати одређена правила. Језик администрације је „језик у тамним, строгим оделима”, док је разговорни језик „језик са кратким рукавима и разбарушеном косом”. Као што у неку установу не можемо ући непристојно обучени, не можемо користити неприкладан језик.

### Разговорни стил
Разговорни стил, или усмени језик свакодневне комуникације, употребљава се у свакодневној усменој комуникацији, а разликује се од других претежно писаних функционалних стилова по томе што може бити мање или више формалан или више неформалан и да садржи елементе нестандардних варијетета (дијалеката и жаргона).
Главне одлике разговорног стила су:
- неформална употреба језика
- употреба жаргона;
- не захтева обавезну употребу стандардног језика;
- у великој мери је имплицитан — недовршених и атипичних реченица
- краткоћа смисаоних целина.